# El Renco
Antonio Pérez Rueda dit « El Renco », né le 5 avril 1976 à Elda (Espagne, province d'Alicante), est un matador espagnol.

## Biographie
Antonio Pérez Rueda, surnommé « El Renco », naît le 5 avril 1976, à Elda, en Espagne.

### Carrière
- Débuts en novillada avec picadors : Porzuna (Espagne, province de Ciudad Real) le 30 août 1994 aux côtés de Álvaro Oliver et Gil Belmonte.
- Présentation à Madrid : 23 avril 1995 aux côtés de Javier Clemares et « Morante de la Puebla ». Novillos de la ganadería de Jiménez Pasquau.
- Alternative : Alicante (Espagne) le 24 juin 1999[1]. Parrain, José María Dolls Abellán « Manzanares » ; témoin, Juan Antonio Ruiz « Espartaco ». Taureaux de la ganadería de El Pilar.
- Confirmation d’alternative à Madrid : 9 juillet 2000[1]. Parrain, Manolo Sánchez ; témoin, José Antonio Canales Rivera. Taureaux de la ganadería de Valverde[2].